# Koukolná
Koukolná (niem. Konkolna, pol. Kąkolna) – osada i gmina katastralna w południowo-wschodniej części gminy Dziećmorowice, w powiecie Karwina, w kraju morawsko-śląskim, w Czechach. Powierzchnia 177,9115 ha, w 2001 liczba mieszkańców wynosiła 243, zaś w 2012 odnotowano 95 adresów.

## Historia
Miejscowość po raz pierwszy wzmiankowana w 1447. Politycznie wieś znajdowała się wówczas w granicach Księstwa Cieszyńskiego, będącego lennem Królestwa Czech, a od 1526 roku w wyniku objęcia tronu czeskiego przez Habsburgów wraz z regionem aż do 1918 roku w monarchii Habsburgów (potocznie Austrii).
Według austriackiego spisu ludności z 1910 w Koukolnej mieszkało 309 osób (290 zameldowanych na stałe), 211 (72,8%) było czesko- a 79 (27,2%) polskojęzycznymi, 306 (99%) było katolikami a 3 przedstawicielami religii żydowskiej.